# Verfahrenshilfe
Die Verfahrenshilfe kann in Österreich und in Liechtenstein von einkommensschwachen Personen zur Durchführung von nicht aussichtslosen oder mutwilligen Zivilgerichtsverfahren oder zur Strafverteidigung beantragt werden. Die Verfahrenshilfe wird vom Staat getragen. Sie gewährleistet, dass im Bereich der Rechtspflege Rechtsschutzgleichheit besteht und der gleiche Zugang zum Recht (gemäß Art. 6 EMRK) verwirklicht wird.
In Deutschland wird die Verfahrenshilfe als Prozesskostenhilfe und in der Schweiz als Unentgeltliche Rechtspflege bezeichnet.
Auf europäischer Ebene ist der Zugang für die Unionsbürger durch die EU-Prozesskostenhilfe-Richtlinie geregelt.

## Verfahren
Verfahrenshilfe kann für Verfahren vor den Zivil-, Verwaltungs-, Arbeits- und Sozialgerichten sowie den Strafgerichten in Betracht kommen, wenn eine Verfahrenspartei nicht in der Lage ist, die Anwalts- und Gerichtskosten, Kosten für Sachverständige oder Dolmetscher für das Verfahren aufzubringen, ohne sich oder die eigene Familie im Hinblick auf den Unterhalt einer einfachen Lebensführung zu gefährden.
Auch in Verfahren über die Obsorge und das Recht auf persönlichen Kontakt (früher Besuchsrecht genannt) und wenn das Gericht einen Kinderbeistand bestellt, kann ein Antrag auf Verfahrenshilfe zur einstweiligen Befreiung von der Entrichtung dieser Gebühren gestellt werden.
In Strafverfahren trägt der Beschuldigte bzw. der Angeklagte grundsätzlich seine Kosten selbst. Kann sich der Beschuldigte bzw. der Angeklagte einen Rechtsanwalt als Strafverteidiger jedoch nicht leisten, besteht auch hier unter bestimmten Voraussetzungen die Möglichkeit, z. B. in den Fällen der notwendigen Verteidigung, bei schwieriger Sach- oder Rechtslage, bei Erhebung des Einspruchs gegen die Anklageschrift, zur Ausführung angemeldeter Rechtsmittel, dass im Rahmen der Verfahrenshilfe ein Rechtsanwalt als Verfahrenshelfer kostenlos beigestellt wird.
Zur Führung eines Zivilprozesses kann auch ein Verbrechensopfer um Verfahrenshilfe ansuchen. Privatbeteiligten in Strafverfahren kann unter Umständen Verfahrenshilfe gewährt werden.

### Voraussetzungen
Verfahrenshilfe kann jeder Partei in einem gerichtlichen Verfahren gewährt werden, grundsätzlich auch juristischen Personen, wenn der Antragsteller nicht in der Lage ist ohne Beeinträchtigung des notwendigen Unterhalts, den Prozess zu führen und die beabsichtigte Prozessführung nicht offensichtlich mutwillig oder aussichtslos ist. Eine Gewährung an Ausländer oder Staatenlose ist möglich.
Der Antrag auf Verfahrenshilfe muss an das Gericht gerichtet werden, bei dem das Verfahren anhängig ist oder bei dem er anhängig gemacht werden soll. Der Antrag kann in Österreich teilweise anlässlich des Amtstages auch beim zuständigen Wohnsitz-Bezirksgericht gestellt werden. Neben der Bedürftigkeit, die zu belegen ist, werden auch die Erfolgsaussichten des zu führenden Prozesses einer Vorprüfung unterzogen. Verfahrenshilfe wird nur bei hinreichender Erfolgsaussicht gewährt. Hat die Rechtsverfolgung oder Rechtsverteidigung nur zum Teil hinreichende Aussicht auf Erfolg, werden auch nur insoweit die Prozesskosten übernommen. Darüber hinaus darf die Rechtsverfolgung nicht mutwillig erscheinen; es muss sich um ein Verfahren handeln, das eine nicht bedürftige, verständige Person in gleicher Weise führen würde.

### Antragstellung
Der Antrag auf Verfahrenshilfe kann schriftlich gestellt oder beim zuständigen Gericht auch mündlich zu Protokoll gegeben werden.
Der Rechtsvertreter wird nach Beschluss des Gerichts von der zuständigen Rechtsanwaltskammer gestellt. Der Antragsteller kann grundsätzlich einen Wunsch äußern, durch welchen Rechtsanwalt er vertreten werden will, dem nach Maßgabe der Möglichkeiten auch entsprochen wird.
Wird der Antrag vom Gericht abgewiesen, kann dagegen vom Antragsteller selbst Rekurs erhoben werden.

### Wirkung der Antragstellung auf den Fristenlauf
Wird der Antrag auf Verfahrenshilfe rechtzeitig innerhalb der jeweiligen Frist gestellt, so unterbricht dies den Lauf dieser Frist. Wird der Antrag bewilligt, beginnt die Frist mit der Bewilligung des Antrages vollumfänglich neu zu laufen (ab der Zustellung des Bestellungsbescheids an den Rechtsanwalt). Wird der Antrag auf Verfahrenshilfe abgewiesen, beginnt die Frist mit dem Eintritt der Rechtskraft des abweisenden Beschlusses neu zu laufen.

### Umfang der Verfahrenshilfe
Der Umfang der Verfahrenshilfe richtet sich grundsätzlich nach dem tatsächlichen Einkommen und dem Vermögen des Antragstellers. Verfahrenshilfe kann für einen bestimmten Rechtsstreit oder ein Vollstreckungsverfahren gestellt werden und umfasst je nach Antrag verschiedene Begünstigungen (Beispiele):
- Einstweilige Befreiung von
  - Gerichtsgebühren und anderen bundesgesetzlich geregelten staatlichen Gebühren,
  - Kosten von Amtshandlungen außerhalb des Gerichts,
  - Gebühren der Zeugen, Sachverständigen, Dolmetscher, Übersetzer sowie der Beisitzer in Arbeits- und Sozialgerichtssachen,
  - Barauslagen z. B. des Verfahrenshelfers.
- Vertretung durch einen Rechtsanwalt in anwaltspflichtigen Verfahren.

Wird die Verfahrenshilfe bewilligt und verliert der Antragsteller das Verfahren, werden die Gerichtskosten, Kosten des Sachverständigen oder Dolmetschers (falls erforderlich) sowie die Anwaltsgebühren des eigenen Rechtsanwaltes von der Staatskasse übernommen. Wird der Prozess gewonnen, muss (mit Ausnahmen) der Gegner die Anwalts- und Verfahrenskosten tragen. Verliert die Partei, welche die Verfahrensbeihilfe bewilligt bekommen hat, muss sie die Anwaltskosten des Gegners bezahlen (in bestimmten Verfahren können diese Kosten jedoch vom Gericht gemäßigt oder erlassen werden).
In Österreich erhält der eigene Anwalt des Verfahrenshilfeempfängers keine Zahlung vom Staat für seine Mühewaltung, sondern es wird ein Pauschalbetrag in die selbstverwaltete Pensionskasse der Rechtsanwälte überwiesen.
In Liechtenstein erhält der Anwalt der Verfahrenshilfeempfängers die vollen Kosten seiner Mühewaltung vom Staat über die Rechtsanwaltskammer ersetzt.

### Beendigung der Verfahrenshilfe
Die Verfahrenshilfe endet ex nunc grundsätzlich mit dem letzten möglichen Verfahren, mit Beschluss des Gerichts (z. B. wenn sich die Vermögensverhältnisse des Antragstellers gebessert haben), wenn die weitere Rechtsverfolgung als mutwillig oder aussichtslos erscheint oder mit dem Tod des Antragstellers. Wird ein Rechtsvertreter selbst beauftragt (z. B. Wahlverteidiger), erlischt die Verfahrenshilfeverteidigung ebenfalls.
Die Verfahrenshilfe kann ex tunc entzogen werden, wenn die Voraussetzungen für die Gewährung nicht gegeben waren.

### Rückzahlung der Verfahrenshilfe
Verbessert sich die finanzielle Situation des Antragstellers auf Verfahrenshilfe innerhalb eines Zeitraumes von drei Jahren nach Beendigung der Streitsache, muss die Verfahrenshilfe unter Umständen zurückgezahlt werden. Das Gericht kann die gänzliche oder teilweise Nachzahlung der gewährten Vergünstigungen verfügen, soweit und sobald der Verpflichtete ohne Beeinträchtigung des notwendigen Unterhalts dazu imstande ist. Diese Nachzahlung kann auch dann verfügt werden, wenn eine Person, welche Verfahrenshilfe beantragt und erhalten hat, den betreffenden Rechtsstreit gewinnt und dadurch zu ausreichendem Vermögen gelangt. Nach Ablauf von drei Jahren nach Abschluss des Verfahrens kann die Verpflichtung zur Nachzahlung nicht mehr auferlegt werden.

## Europäische Union
Die Europäische Kommission hat einen Vorschlag für eine „Richtlinie des Europäischen Parlaments und des Rates über Verfahrensgarantien in Strafverfahren für verdächtige oder beschuldigte Kinder“ veröffentlicht. Mit dieser Richtlinie sollen die Rechte für beschuldigte Kinder im Strafverfahren europaweit vereinheitlicht und auf einem hohen Niveau gestärkt werden. Insbesondere sollen zum Beispiel unionsweit Kinder und Jugendliche bis zur Vollendung des 18. Lebensjahres, ein Recht auf Unterstützung durch einen Rechtsanwalt erhalten und Befragungen durch Exekutivbeamte oder das Gericht sollen audiovisuell aufgezeichnet werden.

## Private und halböffentliche Initiativen

### Initiative der Rechtsanwälte in Österreich
Die Rechtsanwaltskammern in Österreich bieten im Rahmen der „ersten anwaltlichen Rechtsauskunft“ eine freiwillige Serviceleistung an. Im Rahmen dieser Rechtsauskunft wird ein erstes kostenloses Orientierungsgespräch angeboten in dem Hilfe bezüglich der gegebenen Rechtslage und der weiteren Vorgehensweise in einem konkreten Fall gegeben wird. Telefonische Auskunft ist regelmäßig nicht möglich.
Die Teilnahme an dieser Serviceleistung ist für die Anwälte jedoch nicht verpflichtend.

### Initiative der Notare in Österreich
In jeder Notariatskanzlei in Österreich wird im Rahmen der einschlägigen Tätigkeitsbereiche der Notare eine umfassende Rechtsberatung angeboten, wobei die erste Rechtsauskunft unentgeltlich erfolgt.

### Initiative der Wirtschaftstreuhänder in Österreich
Die Kammer der Wirtschaftstreuhänder in Österreich bietet im Rahmen des Projekts „Steuerschutz“ mittellosen bzw. einkommensschwachen Personen die Möglichkeit, Verfahrenshilfe in scheinbar ausweglosen Steuerangelegenheiten in Anspruch zu nehmen. Auf die Gewährung der Verfahrenshilfe besteht jedoch kein Rechtsanspruch und juristische Personen sind vorweg ausgeschlossen sowie mutwillige und aussichtslose Angelegenheit.
Voraussetzungen: Inanspruchnahme durch Personen
- welche die zur Inanspruchnahme eines Steuerberaters erforderlichen Mittel nicht ohne Beeinträchtigung ihres notwendigen Unterhalts aufbringen können,
- die mit Forderungen der Finanzbehörde konfrontiert sind, und
- denen sie hilflos gegenüberstehen.

### Weitere Möglichkeiten
In Österreich und Liechtenstein bieten eine Vielzahl von privaten, halböffentlichen und öffentlichen Einrichtungen ihrem Rahmen ihres jeweiligen Aufgabengebiets unentgeltlich Auskünfte an.
In Österreich z. B.
- Arbeitgeberverband der land- und forstwirtschaftlichen Betriebe,
- Arbeitsinspektorate,
- Autofahrerclubs wie ARBÖ und ÖAMTC,
- Bewährungshilfevereine,
- Bundessozialämter,
- Bundesministerium für Justiz (Auskunftsstelle),
- Familienberatungsstellen,
- Kammern für Arbeiter und Angestellte,
- Kammern für Arbeiter und Angestellte in der Land- und Forstwirtschaft,
- Kammern für Land- und Forstwirtschaft,
- Ingenieurkammern,
- Jugendämter,
- Mietervereinigungen,
- Österreichischer Gewerkschaftsbund,
- Österreichische Mieter- und Wohnungseigentümerbund,
- Sachwalterschaftvereine,
- Schuldnerberatungsstellen,
- Verein für Konsumenteninformation,
- Vereinigung österreichischer Industrieller,
- Volksanwaltschaft,
- Wirtschaftskammern etc.